# 庞村镇 (洛阳市)
庞村镇，是中华人民共和国河南省洛陽市洛龙区下辖的一个乡镇级行政单位，由伊滨区托管。

## 行政区划

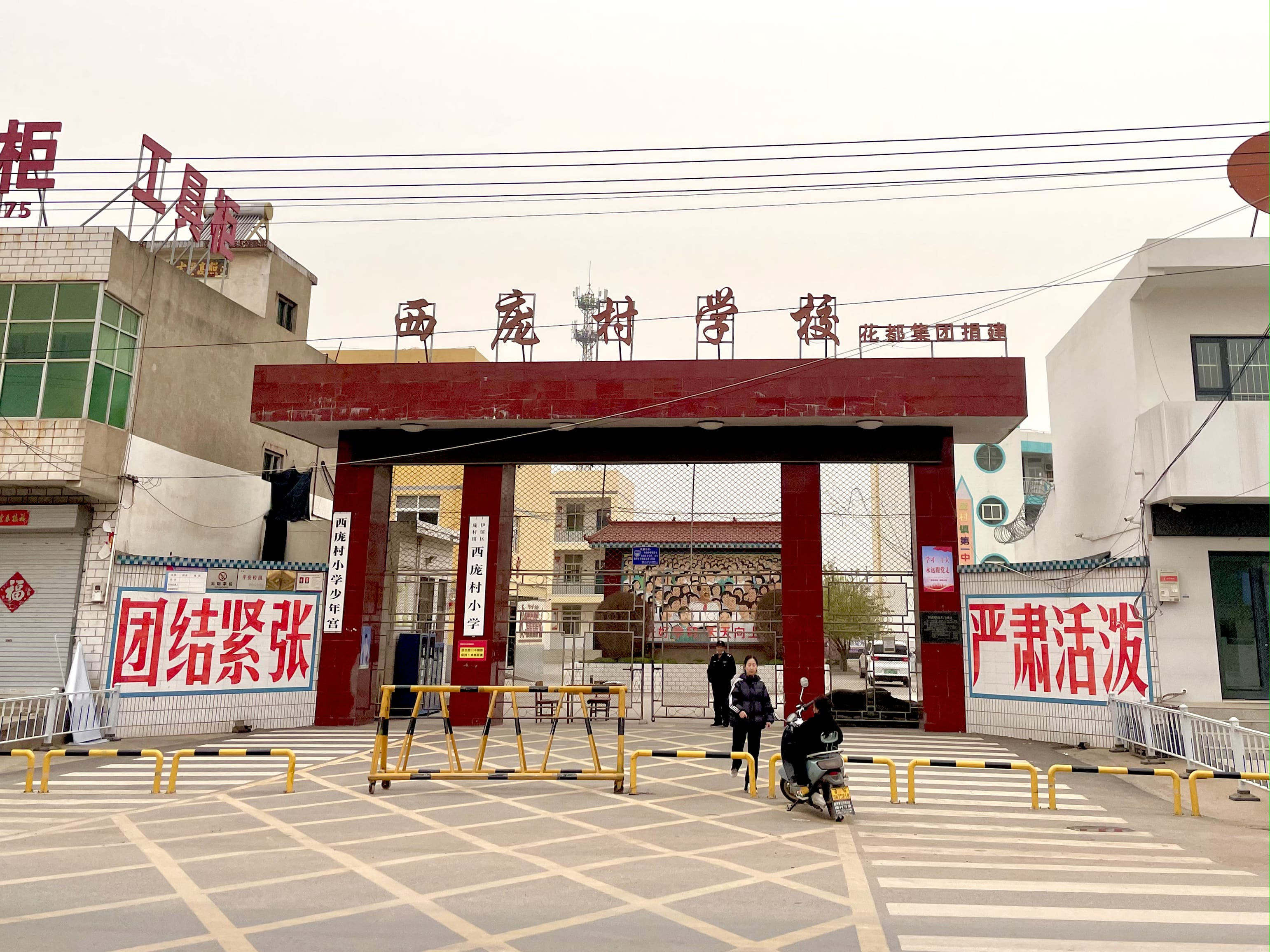
西庞村小学门口。

庞村镇下辖以下地区：
掘山村、东庞村、门庄村、辛庄村、九贤村、军屯村、白草坡村、西庞村、赵屯村、草店村、大庄村、窑沟村、彭店村和彭店寨村。